# Ciak... si canta!
Ciak... si canta! è stato un varietà, ideato da Gianni Ippoliti, andato in onda in prima serata su Rai 1 inizialmente come pilot nel 2008 e poi per tre edizioni dal 2009 al 2011.

## Descrizione
Nel programma, alcuni celebri artisti italiani dovevano cantare delle loro celebri canzoni realizzando un videoclip particolare, come in un film. La sigla del programma era la canzone Eccola di nuovo dei Rokes.
Nel 2011, dopo la terza edizione, il programma ha chiuso per i bassi ascolti.

## Riassunto delle edizioni
| Ed.    | Rete  | Dal            | Al               | Puntate | Conduttori            | Conduttori         | Conduttori         | Giuria fissa     | Giuria fissa    | Giuria fissa    | Giuria fissa         | Giuria fissa    | Vincitore    | Telespettatori | Share  |
| ------ | ----- | -------------- | ---------------- | ------- | --------------------- | ------------------ | ------------------ | ---------------- | --------------- | --------------- | -------------------- | --------------- | ------------ | -------------- | ------ |
| Pilota | Rai 1 | 26 luglio 2008 | 26 luglio 2008   | 1       | Eleonora Daniele      | Nino Frassica      | -                  | Lamberto Sposini | Massimo Giletti | Michele Cucuzza | Cristiano Malgioglio | Pupo            | -            | 3.615.000      | 24,63% |
| 1ª     | Rai 1 | 9 gennaio 2009 | 27 febbraio 2009 | 7       | Eleonora Daniele      | Nino Frassica      | -                  | Lamberto Sposini | Massimo Giletti | Michele Cucuzza | Cristiano Malgioglio | Fabrizio Frizzi | Shel Shapiro | 5.561.000      | 22,07% |
| 2ª     | Rai 1 | 12 marzo 2010  | 21 maggio 2010   | 10      | Pupo                  | Emanuele Filiberto | Cristina Chiabotto | Lamberto Sposini | Massimo Giletti | Miriam Leone    | Cristiano Malgioglio | Fabrizio Frizzi | Romina Power | 4.538.000      | 18,97% |
| 3ª     | Rai 1 | 8 aprile 2011  | 13 maggio 2011   | 5       | Francesco Facchinetti | Belén Rodriguez    | -                  | Stefano D'Orazio | Sonia Grey      | Amanda Lear     | Katia Ricciarelli    | -               | Max Giusti   | 3.512.000      | 14,41% |

## Edizioni

### Puntata pilota (2008)
- Conduzione: Eleonora Daniele e Nino Frassica
- Giuria: Lamberto Sposini, Massimo Giletti, Michele Cucuzza, Cristiano Malgioglio, Fabrizio Frizzi e Pupo

| Puntata | Data           | Telespettatori | Share  |
| ------- | -------------- | -------------- | ------ |
| Pilota  | 26 luglio 2008 | 3.615.000      | 24,63% |

### Prima edizione (2009)
- Conduzione: Eleonora Daniele e Nino Frassica
- Giuria: Lamberto Sposini, Massimo Giletti, Michele Cucuzza, Cristiano Malgioglio e Fabrizio Frizzi
- Vincitore: Shel Shapiro (È la pioggia che va)

| Puntata | Data             | Telespettatori | Share  |
| ------- | ---------------- | -------------- | ------ |
| 1       | 9 gennaio 2009   | 6.043.000      | 23,85% |
| 2       | 16 gennaio 2009  | 5.127.000      | 22,01% |
| 3       | 23 gennaio 2009  | 5.555.000      | 21,83% |
| 4       | 30 gennaio 2009  | 5.639.000      | 22,53% |
| 5       | 6 febbraio 2009  | 5.354.000      | 20,71% |
| 6       | 13 febbraio 2009 | 5.499.000      | 21,35% |
| 7       | 27 febbraio 2009 | 5.715.000      | 22,20% |

### Seconda edizione (2010)
- Conduzione: Pupo ed Emanuele Filiberto, dalla terza puntata con la partecipazione di Cristina Chiabotto
- Giuria: Lamberto Sposini, Massimo Giletti, Cristiano Malgioglio, Fabrizio Frizzi e Miriam Leone
- Cinebox: Johnny Charlton dei Rokes e Mal dei Primitives
- Vincitrice: Romina Power (Acqua di mare)

| Puntata  | Data           | Telespettatori | Share  |
| -------- | -------------- | -------------- | ------ |
| 1        | 12 marzo 2010  | 5.187.000      | 21,17% |
| 2        | 19 marzo 2010  | 4.346.000      | 18,90% |
| 3        | 26 marzo 2010  | 4.377.000      | 17,70% |
| 4        | 9 aprile 2010  | 4.360.000      | 18,01% |
| 5        | 16 aprile 2010 | 4.113.000      | 16,69% |
| 6        | 23 aprile 2010 | 4.283.000      | 17,52% |
| 7        | 30 aprile 2010 | 4.553.000      | 19,89% |
| 8 Finale | 7 maggio 2010  | 5.475.000      | 22,90% |
| 9*       | 14 maggio 2010 | 4.328.000      | 18,40% |
| 10*      | 21 maggio 2010 | 4.358.000      | 19,41% |

- *Le ultime due puntate erano degli speciali estivi dal titolo Ciak... si canta l'estate!.

### Terza edizione (2011)
- Conduzione: Francesco Facchinetti e Belén Rodríguez
- Giuria:
  - giurati fissi: Stefano D'Orazio, Sonia Grey, Amanda Lear, Katia Ricciarelli
  - quinto giurato a rotazione: Luigi De Maio (1ª puntata), Luca Giurato (2ª puntata), Lorella Cuccarini (3ª puntata), Dario Salvatori (4ª puntata) e Valeria Marini (5ª puntata).
- Vincitore: Max Giusti (Ragazzo fortunato)
- Dall'auditorium Rai di Napoli
- Il programma chiude dopo solo cinque puntate per i bassi ascolti riscontrati.

| Puntata | Data           | Telespettatori | Share  |
| ------- | -------------- | -------------- | ------ |
| 1       | 8 aprile 2011  | 4.041.000      | 16,47% |
| 2       | 15 aprile 2011 | 3.574.000      | 14,89% |
| 3       | 29 aprile 2011 | 3.490.000      | 14,06% |
| 4       | 6 maggio 2011  | 3.472.000      | 14,44% |
| 5       | 13 maggio 2011 | 2.987.000      | 12,18% |